# Trochoidea
Trochoidea é um género de gastrópode  da família Hygromiidae.
Este género contém as seguintes espécies:
- Trochoidea betulonensis
- Trochoidea carinatoglobosa
- Trochoidea caroni
- Trochoidea cucullus
- Trochoidea cumiae
- Trochoidea claudinae
- Trochoidea elegans
- Trochoidea gharlapsi
- Trochoidea jimenensis
- Trochoidea liebetruti
- Trochoidea molinae
- Trochoidea montserratensis
- Trochoidea picardi
- Trochoidea pseudojacosta
- Trochoidea pyramidata
- Trochoidea seetzenii
- Trochoidea spratti
- Trochoidea simulata
- Trochoidea tarentina
- Trochoidea trochoides
- Trochoidea zaharensis